# مارغريت بالينجر
كانت مارغريت بالينجر أول رئيسة للحزب الليبرالي في جنوب إفريقيا وعضوًا في البرلمان من جنوب إفريقيا. في عام 1944 ،أشارت مجلة تايم إلى بالينجر باسم «ملكة السود».

## السيرة الشخصية
ولدت مارجريت هودجسون في غلاسكو باسكتلندا عام 1894 وانتقلت إلى جنوب إفريقيا مع عائلتها عندما كانت طفلة. وصل والدها قبل حرب البوير مباشرة وانتهى به الأمر في القتال ضد البريطانيين. التحقت هودجسون (بالينجر) بكلية هوجوينوت في ويلينجتون قبل مواصلة تعليمها في إنجلترا. في إنجلترا التحقت بكلية سومرفيل بأكسفورد.
درست التاريخ عندما عادت إلى جنوب إفريقيا في جامعة رودس في جراهامستاون وجامعة ويتواترسراند. ترشحت للانتخابات حيث كان هناك سبعة ممثلين لثمانية ملايين من السود في جنوب إفريقيا مقابل 140 نائبا يمثلون 20 ٪ من السكان. لقد وقفت ضد مرشحين رجال آخرين وتمكنت من الحديث من خلال مترجم فوري من كسب ثقة الناخبين. قيل إنها استخدمت تشبيه جان دارك لتوضيح ما يمكن أن تفعله المرأة لهم. 
مثلت شعب الكاب الشرقية من عام 1937  في مجلس النواب الأصليين (NRC). يُنسب إليها الفضل، جنبًا إلى جنب مع السناتور إدغار بروكس، في نقل الناس من الحديث عن السيطرة على سكان جنوب إفريقيا الأصليين إلى معرفة كيف يمكن تحسين حياتهم. في عام 1943 كانت تقترح قوانين جديدة وفي عام 1947 تضمنت خططها تدريبًا جديدًا وتمثيلًا محليًا لـ «السود» وتحسين التشاور مع المجلس النرويجي للاجئين.  يُنظر إلى هذه الفترة من عام 1937 حتى خمسينيات القرن الماضي على أنها الفترة التي كان فيها بالينجر يتمتع بأكبر قدر من القوة والنفوذ. أطلق تقرير لمجلة تايم في عام 1944 على السيدة بالينجر لقب «ملكة السود». قوتها كمتحدثة طغى عليها فقط رئيسا الوزراء، جان سموتس، وجان هوفمير، وريثه الواضح. المستقبل الذي توقعه المقال لبالينجر كان بمثابة «الأمل الأبيض» الذي قاد 24 مليونًا من السود كجزء من النفوذ البريطاني الموسع في جنوب إفريقيا.  لقد طغت بظلالها على زوجها ويليام، الذي يراه البعض الآن بعيدًا عن عمق النظرة السياسية المتغيرة. لقد شكلا كلاهما حركة أصدقاء إفريقيا ، لكن هذا التطلع إلى تمويل بريطانيا أكثر مما فعل في نجاحها في الارتباط بالمنظمات السياسية المحلية الأفريقية الناشئة.
عندما تم تشكيل الحزب الليبرالي في جنوب إفريقيا عام 1953، كانت أول رئيس له. تأسس الحزب حول آلان باتون، الذي كان أحد نواب الرئيس. كانت واحدة من القلائل الذين تحدثوا ضد وجهات نظر الفصل العنصري لهندريك فرينش فيرويرد. 
في عام 1960 غادرت البرلمان عندما ألغت حكومة جنوب إفريقيا المقاعد البرلمانية التي تمثل الأفارقة. حصلت على جائزة برونزية في عام 1961 من قبل الجمعية الملكية الأفريقية البريطانية لخدماتها لأفريقيا. ذكر اقتباسها الروابط التي أقامتها بين النساء الأفريقيات والأوروبيات ومنزل الأطفال المرضى الذي أسسته. 
تركت الحزب قبل أن ينتهي بعضوية الحزب عام 1968. في ذلك الوقت أصبح من غير القانوني لأي حزب سياسي أن يكون لديه أعضاء من أكثر من عرق واحد. فضل الحزب الموت على الاختيار.

## أعمال
- من الاتحاد إلى الفصل العنصري - رحلة إلى العزلة ، 1969

## ميراث
تم إغلاق المنزل المخصص للأطفال المرضى الذي أسسته خلال حقبة الفصل العنصري، لكنه اتخذ أشكالًا جديدة. بدأت بالينجر ثلاث مدارس في سويتو بدون إذن رسمي، وتم تسمية المدرسة الأولى على شرفها.